# Национални парк Комодо
Национални парк Комодо je национални парк у Индонезији, налази се у подручју Малих Сундских острва, на граници две индонезијске провинције, Источна Нуса Тенгара и Западна Нуса Тенгара.
Обухвата три већа острва, Комодо, Ринка и Падар, и 26 мањих острва, укупне површине 603 km2, док површина читавог националног парка износи 1.817 km2. Острва националног парка су вулканског порекла, већином их чине обла брда и имају висину до 735 m. Испресецана су падинама суве саване и мањим подручјима трновитог зеленила у контрасту са белим пешчаним плажама и плавим морем у коме расту корали.
Парк је основан 1980. године и првобитно је био намењен само заштити највећег гуштера на свету, ендемског комодског варана (Varanus komodoensis), којих има око 5.700. Како они не живе нигде другде на свету, јако су важни за проучавање теорије еволуције. Касније је заштита проширена на сву флору и фауну подручја, па тако и на приморско подручје. Године 1991, Национални парк Комодо је уврштен на Унескову Листу Светске баштине.
У четири насеља на Комодима живи око 4.000 становника који се углавном баве риболовом и туризмом. Међу туристима је јако популарно роњење, углавном због великог подморског биодиверзитета. Број посетилаца парка је порастао са 36.000 (2009) на 45.000 (2010), а парк може примити до 60.000 туриста годишње.
- Комодски варан на острву Комодо
- Острво Ринка
- Морска корњача у водама Комода
- Риба-лав у мору код Комода